# Bob McDonald

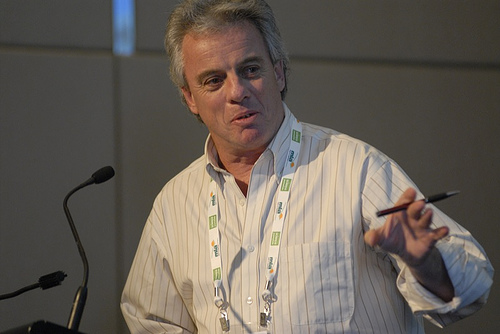
Bob McDonald

Bob McDonald (ur. 25 stycznia 1951) – kanadyjski dziennikarz naukowy. Jest korespondentem naukowym stacji CBC Radio oraz CBC Television oraz gospodarzem cotygodniowego programu Quirks and Quarks. W przeszłości prowadził również program naukowy dla dzieci o nazwie Wonderstruck i programy z cyklu The Greatest Canadian Invention (Największy Kanadyjski Wynalazek).

## Życiorys
8 września 2005 McDonald wystąpił po raz pierwszy w nowym programie w telewizji TVOntario o nazwie Heads Up! (Głowy do Góry!). W sierpniu 2006 Heads Up! został nominowany do dwóch nagród Gemini, dla najlepszego programu telewizyjnego dla dzieci i dla najlepszego scenariusza programu telewizyjnego dla dzieci. Bob napisał wiele książek, w tym Wonderstruck, Wonderstruck II i Measuring the Earth with a Stick: Science as I’ve Seen It (Mierzenie Ziemi za pomocą Kijka: Nauka Moimi Oczami).
Bob był nagradzany za swój wkład w zwiększanie świadomości społecznej w dziedzinie nauki. W 2001 roku otrzymał od organizacji naukowej NSERC nagrodę Michael Smith Award za Promowanie Nauki, w 2002 dostał Sandford Fleming Medal od Kanadyjskiego Instytutu Królewskiego, a w 2005 Medal McNeila za Publiczną Świadomość Nauki od Kanadyjskiego Towarzystwa Królewskiego. Otrzymał tytuł honoris causa od University of Guelph, Laurentian University w Sudbury i Carleton University w Ottawie.